# Diócesis de Séez
La diócesis de Séez o de Sées (en latín: Dioecesis Sagiensis y en francés: Diocèse de Séez) es una circunscripción eclesiástica de la Iglesia católica en Francia. Se trata de una diócesis latina, sufragánea de la arquidiócesis de Ruan. Desde el 17 de julio de 2021 su obispo es Bruno Feillet.

## Territorio y organización

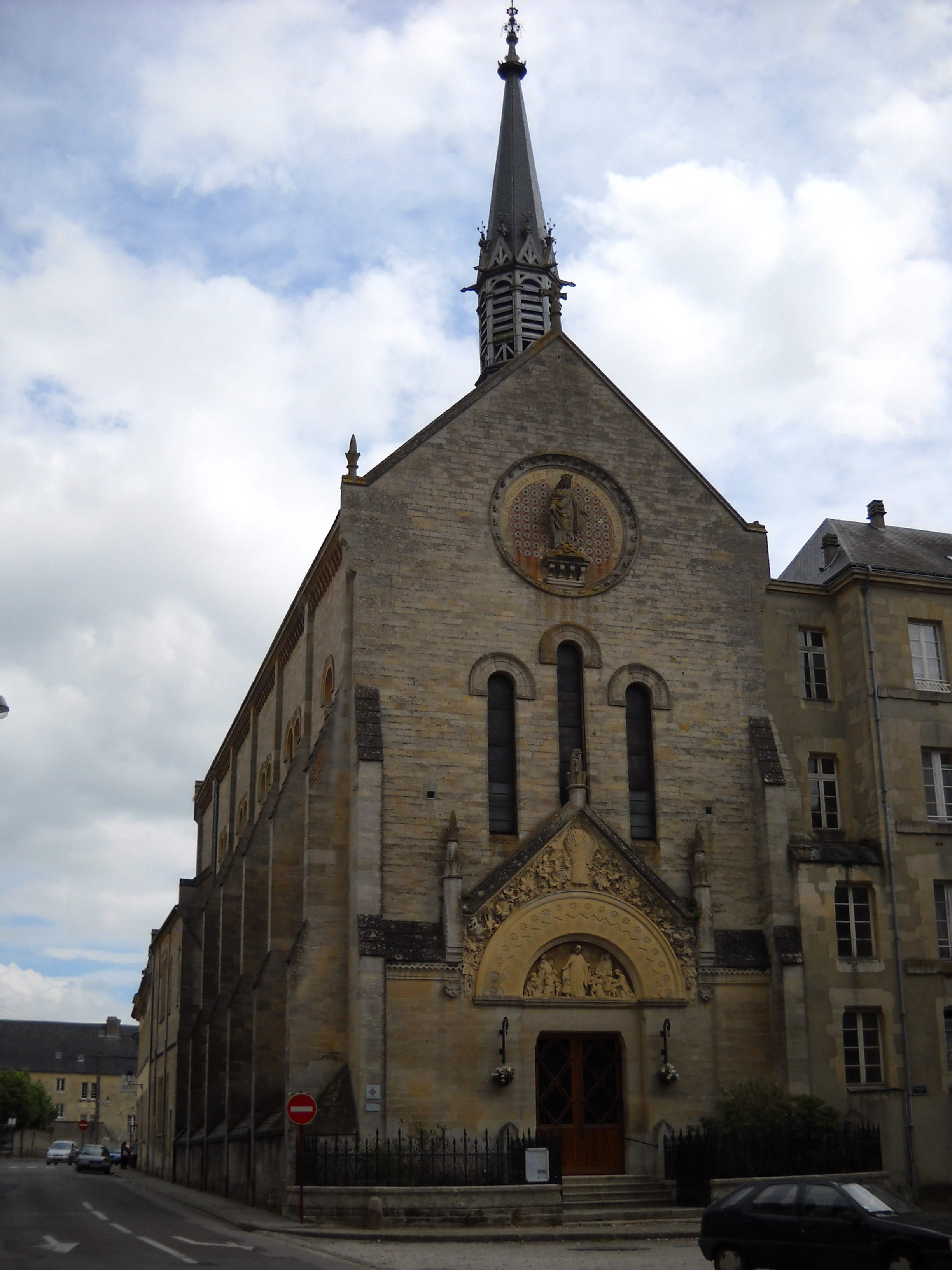
Basílica de la Inmaculada Concepción, en Sées

La diócesis tiene 6103 km² y extiende su jurisdicción sobre los fieles católicos de rito latino residentes en el departamento de Orne de la región de Normandía.

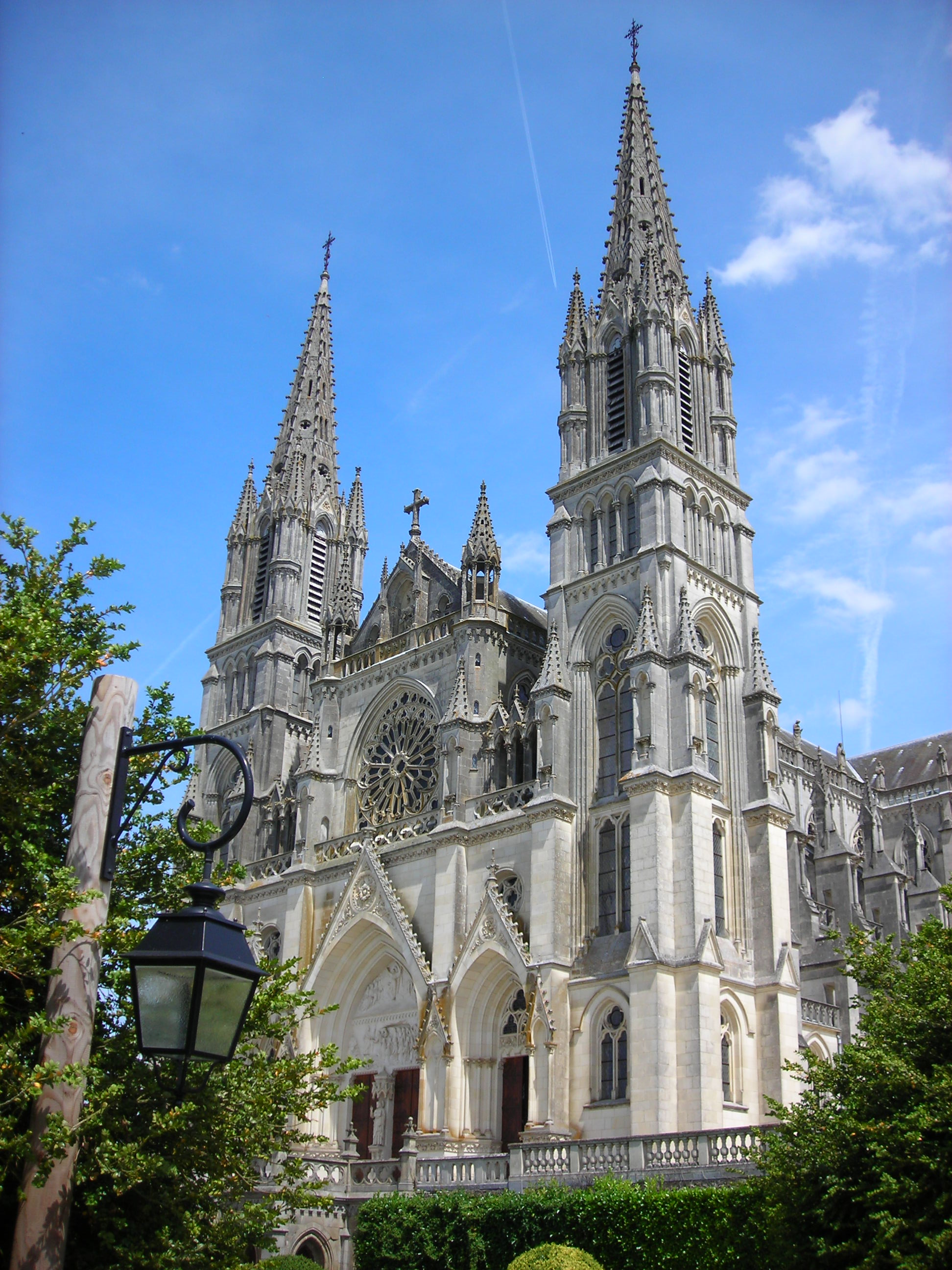
Basílica de Nuestra Señora, en La Chapelle-Montligeon

La sede de la diócesis se encuentra en la ciudad de Sées (llamada Séez hasta fines del siglo XVIII), en donde se halla la Catedral basílica de Nuestra Señora y la basílica de la Inmaculada Concepción. En La Chapelle-Montligeon se halla la basílica de Nuestra Señora.

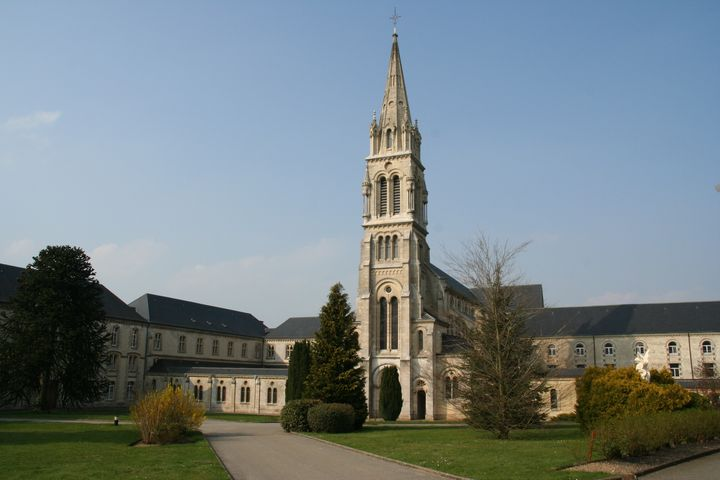
Abadía de Nuestra Señora de La Trappe

En 2022 en la diócesis existían 33 parroquias agrupadas en 7 decanatos.

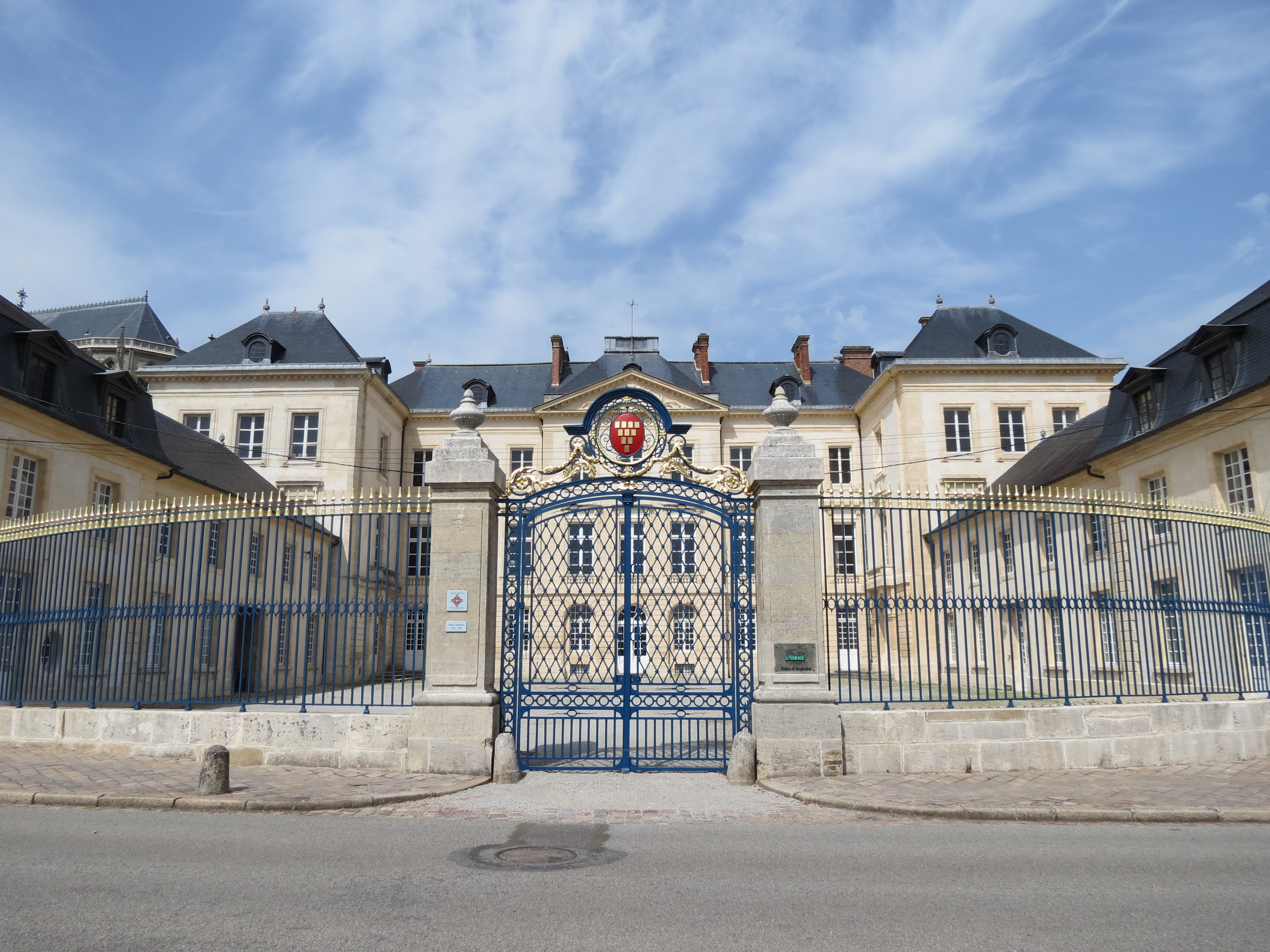
Palacio de Argentré, antiguo palacio episcopal, construido en 1778 por encargo del obispo Jean-Baptiste du Plessis d'Argentré, fue la sede del seminario de 1921 a 1940, y hoy alberga las oficinas departamentales de cultura

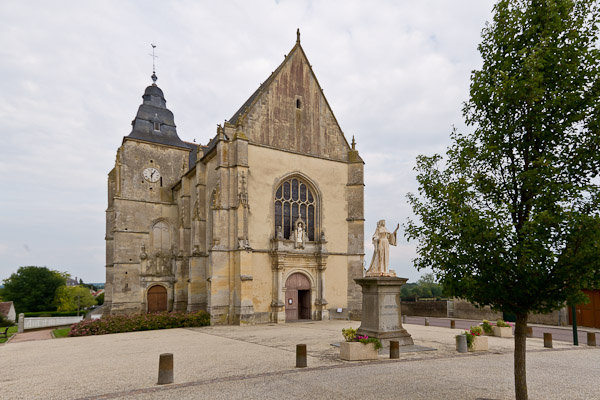
Iglesia de Nuestra Señora, en Almenêches, es todo lo que queda de la antigua abadía femenina construida, según la tradición, en el año 580 por san Évroult

## Historia
Los orígenes de la diócesis son inciertos. Según la tradición, el primer obispo sería san Latuino, que según las leyendas fue enviado a evangelizar el territorio en el siglo I, pero que más probablemente vivió hacia el siglo V. Las primeras noticias ciertas sobre la sede episcopal se remontan a la primera parte del siglo VI, cuando el obispo Passivus participó en cuatro concilios de Orleans entre 533 y 549. En el concilio de 538 se presentó como obispo de Exmes. Con este mismo título, el obispo Litardo participó en el Concilio de Orleans del año 511. Se puede deducir que durante un determinado período la sede episcopal fue la ciudad de Exmes (según Duchesne), o que la sede original de la diócesis no fue Sées, sino Exmes (según Fisquet).
La Notitia Galliarum de principios del siglo V. informa la civitas Saiorum, es decir, Sées, como una de las ciudades de la provincia romana de la Galia Lugdunense II. Tanto desde el punto de vista religioso como civil, Sées dependía de la provincia eclesiástica de la arquidiócesis de Ruan, sede metropolitana provincial.
Las informaciones sobre la diócesis para el primer milenio son inciertas y poco claras, de las cuales la cronología episcopal parece muy confusa y poco fiable, según Duchesne, excepto a partir de finales del siglo X. El gran número de santos vinculados a Sées es un indicio de la vitalidad espiritual de la región, cuya evangelización fue realizada sobre todo por monjes y monjas, entre los que se recuerda a santa Opportuna. Sin embargo, las estructuras eclesiásticas se vieron perturbadas por las incursiones de los hombres del norte, llamados vikingos o normandos, entre los siglos IX y X.
Durante la Edad Media los obispos de Séez tomaron posesión de la diócesis con su propio ceremonial, que se conservó hasta el siglo XVII.
El obispo Azone se encargó de la reconstrucción de la catedral, que había caído en ruinas, hacia 986, y fue consagrada el 2 de enero de 1050. Pronto destruida por un incendio, la catedral actual fue construida en estilo gótico a partir de 1210. Fue consagrada por el obispo Philippe Le Boulanger el 27 de septiembre de 1310.
Durante el siglo XIII llegaron los franciscanos a la diócesis, estando aún vivo san Francisco de Asís.
En 1547 el cabildo catedralicio, que había seguido la regla de san Agustín desde 1131, fue secularizado con una bula del papa Paulo III.
En el momento del inicio de la Revolución francesa, la diócesis incluía 497 parroquias, agrupadas en 5 arcedianatos (Séez, Hiesmois, Le Houlme, Bellesmois y Corbonnois) y 17 decanatos.
Al final de la campaña italiana, Napoleón Bonaparte cambió la ortografía de la ciudad de Séez a Sées para distinguirla de un lugar del mismo nombre en Saboya. La diócesis, sin embargo, no cambió de nombre y aún hoy existe una diferencia entre el nombre de la ciudad y el de la diócesis.
A raíz del concordato con la bula Qui Christi Domini del papa Pío VII del 29 de noviembre de 1801, la diócesis se amplió, incorporando una parte de la diócesis de Lisieux, que fue suprimida, así como otras parroquias que pertenecían a las diócesis de Bayeux, Chartres y Le Mans. Al mismo tiempo cedió una parte de su territorio a la diócesis de Évreux.
En 1844 el obispo Charles-Frédéric Rousselet redactó un reglamento para la administración de la diócesis y sus estructuras, que permaneció en vigor durante más de un siglo, hasta el Concilio Vaticano II.

## Estadísticas
Según el Anuario Pontificio 2023 la diócesis tenía a fines de 2022 un total de 261 000 fieles bautizados.
| Año                                                                             | Población            | Población | Población      | Sacerdotes | Sacerdotes    | Sacerdotes    | Bautizados por sacerdote | Diáconos permanentes | Religiosos | Religiosos | Parroquias |
| Año                                                                             | Bautizados católicos | Total     | % de católicos | Total      | Clero secular | Clero regular | Bautizados por sacerdote | Diáconos permanentes | Varones    | Mujeres    | Parroquias |
| ------------------------------------------------------------------------------- | -------------------- | --------- | -------------- | ---------- | ------------- | ------------- | ------------------------ | -------------------- | ---------- | ---------- | ---------- |
| 1950                                                                            | 271 000              | 273 181   | 99.2           | 451        | 447           | 4             | 600                      |                      | 30         | 70         | 513        |
| 1969                                                                            | 280 000              | 288 524   | 97.0           | 471        | 411           | 60            | 594                      |                      | 75         | 1211       | 197        |
| 1980                                                                            | 270 000              | 293 600   | 92.0           | 366        | 338           | 28            | 737                      |                      | 40         | 900        | 508        |
| 1990                                                                            | 281 815              | 295 472   | 95.4           | 283        | 251           | 32            | 995                      |                      | 52         | 478        | 509        |
| 1999                                                                            | 271 000              | 288 700   | 93.9           | 199        | 183           | 16            | 1361                     | 6                    | 50         | 326        | 40         |
| 2000                                                                            | 274 000              | 292 337   | 93.7           | 210        | 173           | 37            | 1304                     | 9                    | 64         | 311        | 40         |
| 2001                                                                            | 274 000              | 292 337   | 93.7           | 201        | 169           | 32            | 1363                     | 9                    | 60         | 292        | 40         |
| 2003                                                                            | 274 000              | 293 506   | 93.4           | 196        | 162           | 34            | 1397                     | 10                   | 57         | 416        | 40         |
| 2004                                                                            | 274 000              | 293 912   | 93.2           | 182        | 158           | 24            | 1505                     | 12                   | 45         | 404        | 40         |
| 2010                                                                            | 273 800              | 294 600   | 92.9           | 166        | 137           | 29            | 1649                     | 17                   | 40         | 286        | 37         |
| 2014                                                                            | 279 000              | 300 387   | 92.9           | 141        | 113           | 28            | 1978                     | 18                   | 43         | 227        | 37         |
| 2017                                                                            | 273 400              | 292 719   | 93.4           | 126        | 94            | 32            | 2169                     | 18                   | 48         | 187        | 36         |
| 2020                                                                            | 260 430              | 279 755   | 93.1           | 109        | 72            | 37            | 2389                     | 24                   | 52         | 153        | 35         |
| 2022                                                                            | 261 000              | 279 942   | 93.2           | 92         | 58            | 34            | 2836                     | 25                   | 48         | 144        | 33         |
| Fuente: Catholic-Hierarchy, que a su vez toma los datos del Anuario Pontificio. |                      |           |                |            |               |               |                          |                      |            |            |            |

## Episcopologio
Los catálogos episcopales de Séez, que datan de los siglos XII y XIII, son fiables e históricamente documentables sólo a partir del obispo Sigefroid (inicios del siglo XI). En cuanto a los obispos anteriores, el catálogo resulta incompleto y presenta también una serie de santos obispos deducidos en su mayor parte de tradiciones hagiográficas, en algunos casos muy tardías, de dudosa historicidad y, en cualquier caso, no fácilmente datables.
- San Latuino †
- San Sigeboldo †
- San Landerico †
- Illo †
- Uberto †[nota 2]
- Litardo † (mencionado en 511)[nota 3]
- Passivo † (antes de 533-después de 549)
- Leudobaldo † (antes de 567-después de 573)
- Ildebrando I †[nota 4]
- Rodoberto †[nota 5]
- Amlacario † (antes de 650-después de 663)
- Mileario †[nota 6]
- Roberto I †[nota 7]
- San Reveriano †[nota 8]
- San Annoberto † (mencionado en 688 o 689)
- San Lotario † ()
- San Crodegango o Godegrando † (siglo VIII)
- Roberto o Rodoberto o Crodoberto † (siglo VIII)[nota 9]
- Ugo I †
- Benedetto †
- Raginfredo †
- Rainaldo †[nota 10]
- Ingelnono † (primera mitad del IX)[nota 11]
- Saxobodo † (antes de 843-después de 850)
- Ildebrando II † (antes de 853-antes de 880)
- San Adalelmo † (fines del IX)[nota 12]
- Azone (Ascio) † (antes de 986 circa-después de 1006)
- Richard I †[nota 13]
- Sigefroid † (antes de 1017 circa-después de 1020)
- Radbod de Flers † (antes de 1023-después de 1032)
- Yves de Bellême † (circa 1035-1070 falleció)
- Robert de Ryes † (circa 1070-1081 falleció)
- Gérard I † (1082-23 de enero de 1091 falleció)
- Serlon d'Orgères † (22 de junio de 1091 consagrado[6]-27 de octubre de 1123 falleció)
- Jean de Neuville † (antes del 4 de mayo de 1124-1143 o 1144[nota 14] falleció)
- Gérard II † (1144-29 de marzo de 1157 falleció)
- Froger † (22 de diciembre de 1157 consagrado-12 de septiembre de 1184 falleció)
  - Sede vacante (1184-1188)
- Lisiard † (1188-24 de septiembre de 1201 falleció)
- Sylvestre † (25 de junio de 1202-26 de junio de 1220 falleció)
- Gervais de Chichester, O.Praem. † (20 de diciembre de 1220-28 de diciembre de 1228[nota 15] falleció)
- Hugues II † (1228 o 1229-12 de septiembre de 1240 falleció)
- Godefroy de Mayet † (1240 o 1241-30 de enero de 1258 falleció)
- Thomas d'Aulnou † (20 de diciembre de 1258-15 o 17 de junio de 1278 falleció)
- Jean de Bernières † (agosto de 1278-15 de abril de 1294 falleció)
- Philippe Le Boulanger † (21 de octubre de 1295-1 de abril de 1315 falleció)
- Richard de Sentilly † (julio de 1315-23 de octubre de 1319 falleció)
- Guillaume Mauger † (1320 o 1321-22 de enero de 1356 falleció)
- Gervais de Belleau † (14 de noviembre de 1356-febrero de 1363 falleció)
- Guillaume de Rance, O.P. † (5 de mayo de 1363-1379 falleció)
- Grégoire Langlois † (27 de julio de 1379-13 de mayo de 1404 falleció)
- Pierre de Beauble † (16 de septiembre de 1405-16 de mayo de 1408 falleció)
- Jean III † (31 de octubre de 1408 consagrado-circa 1422 falleció)
- Robert de Rouvres † (11 de diciembre de 1422-6 de marzo de 1433 nombrado obispo de Maguelonne)
- Jean Chevalier † (21 de mayo de 1434-6 de agosto de 1438 falleció)
- Jean de Préouse † (1438-4 de junio de 1454 falleció)
- Robert de Cornegrue † (2 de octubre de 1454-4 de mayo de 1478 nombrado obispo de Sidón)
- Étienne Goupillon † (4 de mayo de 1478-19 de diciembre de 1493 falleció)
- Gilles de Laval-Loué † (19 de diciembre de 1493-3 de octubre de 1502 falleció)
- Claude Husson † (1 de febrero de 1503-10 de septiembre de 1507 nombrado obispo de Poitiers)[nota 16]
- Jacques de Silly † (17 de marzo de 1511-24 de abril de 1539 falleció)
- Nicolas Dangu † (9 de junio de 1539-1545 renunció)[nota 17]
- Pierre Duval † (8 de junio de 1545-13 de octubre de 1564 falleció)
- Louis du Moulinet † (17 de noviembre de 1564-1600 renunció)
- Claude de Morenne † (23 de octubre de 1600-2 de marzo de 1606 falleció)
- Jean Bertaut abbé d'Aunay † (5 de marzo de 1607-8 de junio de 1611 falleció)
- Jacques Suarez, O.F.M. † (9 de enero de 1612-30 de mayo de 1614 falleció)
- Jacques Camus de Pontcarré † (30 de mayo de 1614 por sucesión-4 de noviembre de 1650 falleció)
- François de Rouxel de Médavy † (25 de septiembre de 1651-24 de agosto de 1671 nombrado arzobispo de Ruan)
- Jean de Forcoal † (16 de mayo de 1672-27 de febrero de 1682 falleció)
  - Sede vacante (1682-1692)
- Mathurin Savary † (24 de marzo de 1692[nota 18]-19 de agosto de 1698 falleció)
- Louis d'Aquin † (30 de marzo de 1699-17 o 22 de mayo de 1710 falleció)
- Dominique-Barnabé Turgot de Saint-Clair † (10 de noviembre de 1710-18 de diciembre de 1727 falleció)
- Jacques-Charles-Alexandre Lallemant † (15 de diciembre de 1728-6 de abril de 1740 falleció)
- Louis-François Néel de Christot † (11 de noviembre de 1740-8 de septiembre de 1775 falleció)
- Jean-Baptiste du Plessis d'Argentré † (18 de diciembre de 1775-29 de noviembre de 1801 depuesto) [nota 19]
- Hilarion-François de Chevigné de Boischollet † (11 de mayo de 1802-23 de febrero de 1812 falleció)
  - Sede vacante (1812-1817)
- Alexis Saussol † (1 de octubre de 1817-7 de febrero de 1836 falleció)
- Mellon de Jolly † (11 de julio de 1836-25 de enero de 1844 nombrado arzobispo de Sens)
- Charles-Frédéric Rousselet † (25 de enero de 1844-1 de diciembre de 1881 falleció)
- François-Marie Trégaro † (1 de diciembre de 1881 por sucesión-6 de enero de 1897 falleció)
- Claude Bardel † (19 de abril de 1897-16 de febrero de 1926 falleció)
- Octave-Louis Pasquet † (21 de junio de 1926-31 de marzo de 1961 renunció[nota 20])
- André-Jean-Baptiste Pioger † (31 de marzo de 1961-24 de julio de 1971 retirado)
- Henri-François-Marie-Pierre Derouet † (24 de julio de 1971 por sucesión-10 de octubre de 1985 nombrado obispo de Arrás)
- Yves-Maria Guy Dubigeon † (22 de agosto de 1986-25 de abril de 2002 renunció)
- Jean-Claude Boulanger (25 de abril de 2002 por sucesión-12 de marzo de 2010 nombrado obispo de Bayeux)
- Jacques Habert (28 de octubre de 2010-10 de noviembre de 2020 nombrado obispo de Bayeux)
- Bruno Feillet, desde el 17 de julio de 2021